# Подводни рагби
Подводни рагби (ПВР) је подводни спорт где игра укључује две екипе које се труде да стекну контролу над благо негативно пловном лоптом (испуњена је сланом водом) и убаце је у тешку металну канту на дну базена која служи као гол противника. Овај спорт је настао из фитнес тренинг режима који су постојали у западно-немачким ронилачким клубовима раних 1960-их и има мало тога заједничког са рагбијем, осим имена. Због обруча који служе као голови се боље може упоредити са кошарком, али без тапкања лопте и под водом. Признат је од стране Светске федерације за подводне активности (ЦМАС) 1978. године, а светско првенство је први пут одиграно 1980. године.

## Игра
Игра се под водом у базену дубине од 3,5 до 5м са два гола (тешке металне канте обима од око 40 цм) на дну базена. Два тима (плави и бели), сваки са по максимално шест играча (плус максимално шест измена), покушавају постићи гол слањем благо негативно пловне лопте (испуњене сланом водом) у гол противника. То је брза и исцрпљујућа игра; зато се изводе летеће измене, без паузе.
Лопта може бити бачена у било ком смеру, али не сме да напусти воду. Лопта „лети“ око 2м или 3м пре него што је заустави отпорност воде.
То значи да су добра тактика и добро (тродимензионално) позиционирање кључни елементи игре. Играчи могу користити различите способности: снагу, брзину, покретљивост или једноставно ниску потрошњу кисеоника и све те способности су подједнако важне.
Подводни рагби не игра много људи на свету, тако да се често игра у мешовитим мушко-женским екипама.

## Управно тело
Управно тело је Светска федерација за подводне активности (ЦМАС), Комисија за подводни рагби. Од јуна 2013. године, следеће земље и територије су повезане са Комисијом: Аустрија, Босна и Херцеговина, Колумбија, Кипар, Чешка Република, Данска, Финска, Немачка, Хонгконг, Мађарска, Италија, Јапан, Норвешка, Русија, Јужна Африка, Шпанија, Шведска, Швајцарска, Турска, Сједињене Америчке Државе и Венецуела.

## Међународна такмичења
Државна првенства у Европи се одржавају за сениоре од 1978. године и за јуниоре од 1986. године. Светска првенства се одржавају од 1980. године. Број регионалних такмичења се такође одржавају — ту су укључени и Међународни турнир у подводном рагбију, затим Куп шампиона у Европи и Северно-амерички турнир у подводном рагбију у Северној Америци.